# Eleição municipal de Mossoró em 1996
A eleição municipal de Mossoró em 1996 ocorreu em 3 de outubro de 1996. O prefeito era Dix-Huit Rosado, do PDT, que terminaria seu mandato em 1 de janeiro de 1997. Rosalba Ciarlini, do PFL, foi eleito prefeito de Mossoró para o seu segundo mandato.

## Candidatos
|  | Nº | Candidato(a) a prefeito | Candidato(a) a prefeito                                               | Candidato(a) a vice-prefeito | Candidato(a) a vice-prefeito                 | Coligação |
|  | -- | ----------------------- | --------------------------------------------------------------------- | ---------------------------- | -------------------------------------------- | --- |
|  | 13 |                         | Jorge Augusto de Castro (PT) Jorge Augusto de Castro                  |                              | Neto Vale (PCdoB) Neto Vale                  | Sem nome - Partido dos Trabalhadores (PT) - Partido Comunista do Brasil (PCdoB)                                                                                          |
|  | 15 |                         | Sandra Rosado (PMDB) Sandra Maria da Escóssia Rosado                  |                              | Francisco José (PSB) Francisco José          | Reconstruir Mossoró - Partido do Movimento Democrático Brasileiro (PMDB) - Partido Liberal (PL) - Partido Socialista Brasileiro (PSB) - Partido Social Democrático (PSD) |
|  | 25 |                         | Rosalba Ciarlini (PFL) Rosalba Ciarlini Rosado                        |                              | Antonio Capistrano (PSDB) Antonio Capistrano | Força do Povo - Partido da Frente Liberal (PFL) - Partido da Social Democracia Brasileira (PSDB) - Partido Popular Socialista (PPS)                                      |
|  | 33 |                         | Valtercio Anunciato da Silveira (PMN) Valtercio Anunciato da Silveira |                              | Edith Souto (PTB) Edith Souto                | Mobilização e Trabalho - Partido da Mobilização Nacional (PMN) - Partido Trabalhista Brasileiro (PTB) - Partido Democrático Trabalhista (PDT)                            |

## Resultado da eleição para prefeito
| 1º Turno 3 de outubro de 1996         | 1º Turno 3 de outubro de 1996 | 1º Turno 3 de outubro de 1996 | 1º Turno 3 de outubro de 1996 |
| Candidato(a)                          | Vice                          | Votação                       | Votação                       |
| Candidato(a)                          | Vice                          | Total                         | Porcentagem                   |
| ------------------------------------- | ----------------------------- | ----------------------------- | ----------------------------- |
| Rosalba Ciarlini (PFL)                | Antonio Capistrano (PSDB)     | 57.407                        | 62,64%                        |
| Sandra Rosado (PMDB)                  | Francisco José (PL)           | 26.118                        | 28,50%                        |
| Jorge Augusto de Castro (PT)          | Neto Vale (PCdoB)             | 4.878                         | 5,32%                         |
| Valtercio Anunciato da Silveira (PMN) | Edith Souto (PTB)             | 3.237                         | 3,53%                         |
| Total de votos válidos                | Total de votos válidos        | 91.640                        | 100,00%                       |
| Votos apurados                        |                               |                               |                               |
| Votos válidos                         | Votos válidos                 | 91.640                        | 94,48%                        |
| Votos em branco                       | Votos em branco               | 1.549                         | 1,60%                         |
| Votos nulos                           | Votos nulos                   | 3.802                         | 3,92%                         |
| Total de votos apurados               | Total de votos apurados       | 96.991                        | 100,00%                       |
| Eleitores                             |                               |                               |                               |
| Comparecimento                        | Comparecimento                | 96.991                        | 84,92%                        |
| Abstenções                            | Abstenções                    | 17.227                        | 15,08%                        |
| Total de eleitores                    | Total de eleitores            | 114.218                       | 100,00%                       |